# Daichi
Daichi ist ein männlicher Vorname.

## Herkunft und Bedeutung
Der Name Daichi ist ein japanischer Name und bedeutet: Die Erde, das weite Land, der Großartige, der erste Sohn, die große Weisheit.

## Verbreitung
Namensträger finden sich überwiegend im japanischen Raum, im deutschsprachigen Raum hingegen ist er kaum bis gar nicht vertreten.

## Namensträger
- Daichi Azegami (* 1974), japanischer Skilangläufer
- Daichi Akiyama (* 1994), japanischer Fußballspieler
- Daichi Fukushima (* 1977), japanischer Fußballspieler
- Daichi Hakkaku (* 1992), japanischer Fußballspieler
- Daichi Hara (* 1997), japanischer Freestyle-Skisportler
- Daichi Hayashi (* 1997), japanischer Fußballspieler
- Daichi Inui (* 1989), japanischer Fußballspieler
- Daichi Ishikawa (* 1996), japanischer Fußballspieler
- Daichi Kamada (* 1996), japanischer Fußballspieler
- Daichi Kawashima (* 1986), japanischer Fußballspieler
- Daichi Matsuoka (* 1999), japanischer Fußballspieler
- Daichi Matsuyama (* 1974), japanischer Fußballspieler
- Daichi Miura (* 1987), japanischer J-Pop-Sänger mit R&B-Einflüssen
- Daichi Okumiya (* 1988), japanischer Fußballspieler
- Daichi Sawano (* 1980), japanischer Stabhochspringer
- Daichi Shibata (* 1990), japanischer Fußballspieler
- Daichi Shintani (* 1989), japanischer Grasskiläufer
- Daichi Soga (* 1998), japanischer Fußballspieler
- Daichi Sugimoto (* 1993), japanischer Fußballtorhüter
- Daichi Suzuki (* 1967), japanischer Schwimmer
- Daichi Tagami (* 1993), japanischer Fußballspieler
- Daichi Takatani (* 1994), japanischer Ringer

### Künstlername
- Daichi (Beatboxer) (* 1990), japanischer Beatboxer

## Sonstige Namensverwendung
Daichi ist zudem die Bezeichnung des japanischen Erdbeobachtungs-Satelliten Advanced Land Observing Satellite.